# Druhá vláda Józefa Piłsudského
Druhá vláda Józefa Piłsudského  byla vládou Druhé Polské republiky pod vedením premiéra Józefa Piłsudského. Kabinet byl jmenován prezidentem Ignacym Mościckým 25. srpna 1930 po demisi předchozí první Sławkovy vlády. Kabinet podal demisi po necelých třech a půl měsících fungování 4. prosince 1930.
Vláda měla s výjimkou postu premiéra stejné složení jako předchozí kabinet, pouze přibyl post místopředsedy vlády, na nějž usedl Józef Beck. Vznik vlády byl reakcí na opoziční demonstraci 30. června 1930 v Krakově, kterou byl vládní sanační tábor zaskočen a očekával státní převrat. Její účastníci mluvili o ukončení Piłsudského diktatury a o svržení prezidenta Ignacyho Moścického, považovaného za maršálovu loutku. Centrolew plánoval další demonstrace a v důsledku toho odstoupila první vláda Waleryho Sławka.
Piłsudski ve funkci pokračoval v kritice parlamentu Na jeho návrh prezident Mościcki rozpustil Sejm i Senát a vyhlásil nové volby. Ministr vnitra Felicjan Sławoj Składkowski přišel 1. září 1930 za Piłsudským se seznamem jeho politických odpůrců a ten vlastnoručně na seznamu označil osoby, které považoval za zvlášť nebezpečné a jež je třeba zatknout a uvěznit v brestské pevnosti, byli mezi nimi mj. Wincenty Witos, Norbert Barlicki, Władysław Kiernik, Herman Lieberman, Karol Popiel a později také Wojciech Korfanty. Dotčené osoby byly uvězněny bez soudního příkazu, byly bity, ponižovány, nuceny k hladovce, psychicky týrány.
Parlamentní volby se konaly 16. a 23. listopadu 1930 a sanační tábor v nich získal absolutní většinu - 56 % v Sejmu a 69 % v Senátu. I tak ale nedisponoval potřebnou dvoutřetinovou většinou pro změnu ústavy. Piłsudski pak ze zdravotních důvodů podal demisi na post premiéra.

## Složení vlády
| Portfej                                    | Ministr / člen vlády           | Strana    | Nástup do úřadu | Odchod z úřadu   |
| ------------------------------------------ | ------------------------------ | --------- | --------------- | ---------------- |
| Předseda vlády a ministr vojenství         | Józef Piłsudski                | nestraník | 25. srpna 1930  | 4. prosince 1930 |
| Místopředseda vlády                        | Józef Beck                     | BBWR      | 25. srpna 1930  | 4. prosince 1930 |
| Ministr vnitra                             | Felicjan Sławoj Składkowski    | nestraník | 25. srpna 1930  | 4. prosince 1930 |
| Ministr zahraničí                          | August Zaleski                 | nestraník | 25. srpna 1930  | 4. prosince 1930 |
| Ministr spravedlnosti                      | Stanisław Car                  | BBWR      | 25. srpna 1930  | 4. prosince 1930 |
| Ministr náboženství a veřejného vzdělávání | Sławomir Czerwiński            | BBWR      | 25. srpna 1930  | 4. prosince 1930 |
| Ministr pokladu                            | Ignacy Matuszewski (úřadující) | BBWR      | 25. srpna 1930  | 4. prosince 1930 |
| Ministr průmyslu a obchodu                 | Eugeniusz Kwiatkowski          | nestraník | 25. srpna 1930  | 4. prosince 1930 |
| Ministr zemědělství                        | Leon Janta Połczyński          | BBWR      | 25. srpna 1930  | 4. prosince 1930 |
| Ministr zemědělských reforem               | Witold Staniewicz              | BBWR      | 25. srpna 1930  | 4. prosince 1930 |
| Ministr veřejných prací                    | Maksymilian Matakiewicz        | nestraník | 25. srpna 1930  | 4. prosince 1930 |
| Ministr práce a sociální péče              | Aleksander Prystor             | BBWR      | 25. srpna 1930  | 4. prosince 1930 |
| Ministr komunikací                         | Alfons Kühn                    | BBWR      | 25. srpna 1930  | 4. prosince 1930 |
| Ministr pošt a telegrafů                   | Ignacy Boerner                 | nestraník | 25. srpna 1930  | 4. prosince 1930 |